# Yanji
Yanji (in cinese 延吉市S, YánjíshìP, in coreano: 연길시?, Yǒn'gilsiMR) è una città-contea della Cina nella provincia dello Jilin, situata nella prefettura autonoma coreana di Yanbian.